# Winning Ways for your Mathematical Plays
Winning Ways for Your Mathematical Plays (Formas de ganar para tus juegos matemáticos) es un compendio de juegos matemáticos escrito por Elwyn R. Berlekamp, John H. Conway, y Richard K. Guy. Fue publicado por primera vez en dos volúmenes en 1982.

## Ediciones
- 1ª edición, Nueva York: Academic Press, 2 vols., 1982; vol. 1, tapa dura: ISBN  0-12-091150-7, tapa blanda: ISBN 0-12-091101-9; vol. 2, tapa dura: ISBN 0-12-091152-3, tapa blanda: ISBN 0-12-091102-7.
- 2ª edición, Wellesley, Massachusetts: AK Peters Ltd., 4 vols., 2001–2004; vol. 1: ISBN 1-56881-130-6; vol. 2: ISBN 1-56881-142-X; vol. 3: ISBN 1-56881-143-8; vol. 4: ISBN 1-56881-144-6.

## Primer volumen
El primer volumen consta de 8 capítulos, presenta la teoría de juegos combinatorios, incluidos los juegos partisanos, juegos imparciales, y el teorema de Sprague-Grundy:
- ¿Quién juega?: describió a modo de introducción el juego de Hackenbush, que sirve de ejemplo a lo largo del libro, y dio los primeros ejemplos de juegos partisanos cuyo valor es un número entero o racional.
- Encontrar el número correcto es la simplicidad en sí misma: desarrolla la teoría de juegos partisanos, incluida la definición de clases de resultados, el ordenamiento parcial de juegos, la suma de juegos y lo contrario de un juego. Este capítulo también explica cómo obtener el valor numérico de un conjunto (si es un número), y da los primeros ejemplos de conjuntos que no son números: *, x * y los nimbers * n.
- Algunos juegos más difíciles y cómo hacerlos más fáciles: describe las posibles simplificaciones en los juegos, volviendo al teorema de Sprague-Grundy para  juegos imparciales, luego generaliza a juegos partidistas con las nociones de movimientos reversibles y opciones dominadas. Aparecen los valores ↑ (arriba) y ↓ (abajo).
- Tomar y romper: trata con juegos compuestos por muchos objetos, principalmente los juegos octales y el juego de Grundy.
- Números, nimbers y maravillas sin número: introduce los juegos calientes, como el switch, y el concepto de temperatura de un juego. Muchos valores del juego Dominering se dan al final del capítulo.
- The Heat of Battle: describe herramientas para analizar el valor de un juego G complejo, incluido el juego enfriado por un valor t y el juego calentado por un valor t.
- Hackenbush entra en detalles sobre el juego de Hackenbush.
- Es un pequeño pequeño pequeño pequeño pequeño mundo: estudia el caso de los juegos infinitesimales, e introduce nociones como el peso atómico de un juego o la estrella distante (estrella remota).

## Segundo volumen
El segundo volumen, compuesto por 5 capítulos, estudia la teoría de juegos, una de cuyas reglas ya no corresponde exactamente a las reglas de referencia del primer volumen.
- Si no puedes vencerlos, únete a ellos: es un capítulo muy corto que trata sobre juegos en los que el jugador debe jugar en todos los componentes de una suma, y no solo en uno de ellos.
- Hot Battles seguido de Cold Wars: trata de juegos en los que el jugador puede jugar con los componentes que desee (posiblemente varios, pero no necesariamente todos)
- Games infinite e Indefinite: introduce juegos con un número infinito de posiciones, que involucran notablemente números ordinales.
- Games Eternal - Games Entailed: presenta juegos que permiten el movimiento correspondiente, es decir, que obliga al oponente a jugar en el mismo componente de la suma.
- Survival in the Lost World: describe la teoría de los  juegos imparciales en versión misère, es decir, cuando el jugador que ya no puede jugar es el ganador.

## Tercer volumen
El tercer volumen contiene 9 capítulos, ordenados por tipo de juego, y trata un gran número de juegos combinatorios, aplicándoles las teorías de los dos primeros volúmenes.
- Turn and Turn About: describe varias variaciones del juego de Nim.
- Chips and Strips: trata con otras variaciones del juego de Nim, los juegos de resta, que son un caso especial del juego octal , pero también del juego Cram.
- Dots-and-Boxes: un capítulo completo dedicado a las complejidades de Dots-and-Boxes.
- Spots and Sprouts: presenta varios juegos de lápiz y papel que se pueden jugar con puntos y curvas en una hoja de papel, incluidos los Brotes.
- El Emperador y su dinero: se ocupa del juego de la Acuñación de Sylver.
- El Rey y el Consumidor: presenta el problema de los ángeles y múltiples variaciones posibles de este juego.
- Fox and Geese: un capítulo completo sobre juegos tipo Fox and Chickens.
- Hare and Hounds: un capítulo sobre una variación del juego Fox and Hens.
- Lines and Squares: se ocupa de los juegos de mesa, incluidos tic-tac-toe, Hex u Otello.

## Cuarto volumen
El cuarto y último volumen consta de tres capítulos. No se trata de juegos combinatorios para dos jugadores, sino de juegos o rompecabezas para un solo jugador, y también ofrece un análisis detallado del juego de la vida.
- Purging Pegs Properly: es un estudio matemático del juego de Senku.
- Perseguir Puzzles: se enfoca a propósito en rompecabezas, como Cubo Soma, Torres de Hanói, el cubo Rubik (con descripción de una solución) o Poliominó.
- ¿Qué es la vida?: estudia el juego de la vida, un autómata celular, y demuestra que es posible implementar una computadora con este autómata. De hecho, determinadas configuraciones particulares permiten crear puertas Y, O y NO, o espacios de almacenamiento similares a la memoria de una computadora. El juego de la vida es, por tanto, una máquina de Turing.